# Пленение аксайского спецназа
Пленение аксайского спецназа (Аксайский спецназ в чеченском плену) — инцидент, произошедший на начальном этапе Первой чеченской войны, в ходе которого чеченские боевики взяли в плен более 40 военнослужащих 22-й отдельной бригады специального назначения.

## История инцидента

### Замысел военного руководства
На начальном этапе первой чеченской войны руководство объединённой группировки федеральных войск в Чечне поставило задачу командирам 22-й и 67-й отдельных бригад специального назначения (далее по тексту 22-я бригада и 67-я бригада) о выделении 3 групп специального назначения от каждой бригады для действий в тылу противника.
Согласно плану командования группировки, после стремительного захвата Грозного федеральными войсками противник должен был вытесняться из города и отступать в горную местность. Высаженным в тылу противника  группам специального назначения отводилась задача по наведению огня артиллерии и авиации на отступающих боевиков. Кроме этого группы должны были провести ряд таких диверсий, как засадные действия на дорогах, обрушение опор ЛЭП и минирование дорог. В связи с этим личному составу групп было выделено большое количество взрывчатки.
Эвакуация групп на вертолётах планировалась в ночь со 2 на 3 января 1995 года. Группы от 22-й бригады были сведены в один 230-й отдельный отряд специального назначения высадка которого планировалась на северных склонах Кавказского хребта в начале Аргунского ущелья. Группы от 67-й бригады должны были действовать в Шатойском районе под селом Сержень-Юрт.
Приказ на подготовку переброски в тыл противника был отдан 29 декабря 1994 года. Первоначально в сводный 230-й отряд вошли 2 группы специального назначения. Одну из них возглавил начальник оперативно-разведывательного отдела отряда (начальник разведки батальона) 22-й бригады майор Игорь Морозов, который по совместительству был назначен командиром 230-го отряда. Вторую группу возглавил командир 1-й роты 22-й бригады старший лейтенант Михаил А. (точная фамилия в источниках не приводится). В подчинении каждого из них было 12 бойцов.

### Высадка первого отряда
31 декабря 1994 года в дневное время 230-й отряд на трёх вертолётах Ми-8МТ под прикрытием двух Ми-24 вылетел из Моздока в направлении Грозного. К моменту подлёта к месту высадки как запланированная основная площадка приземления, так и запасная оказались закрыты дымом от горевших нефтяных месторождений. Командир вертолёта доложил майору Морозову о невозможности произвести высадку. По инструкции Морозов имел право прекратить дальнейшее выполнение боевого задания и потребовать от экипажа вертолёта возвращения на аэродром. Однако Морозов предложил командиру вертолёта произвести высадку с обратной (южной) стороны Кавказского хребта. Перелетев за хребет, экипажи вертолётов в условиях хорошей видимости высадили обе группы на удобную площадку в горах. Во время подлёта к месту высадки, экипажами вертолётов были замечены неизвестные лица на земле, в связи с чем вертолётчиками были совершены несколько приземлений, имитирующие ложную выброску десанта в различных местах на удалении до 4 километров друг от друга. Высадка спецназовцев в незапланированном месте произошла в окрестностях села Комсомольское.

### Обнаружение отряда
После высадки обе группы выдвинулись в северном направлении с целью преодолеть хребет и проследовать к месту выполнения боевого задания. При спуске с хребта отряд неожиданно столкнулся с небольшой группой вооружённого противника, зашедшей сверху в тыл отряда и направлявшейся по следам спецназовцев. Боевикам и спецназовцам, оказавшимся в невыгодном для обеих сторон тактическом положении, удалось разойтись без боя. По мнению Морозова, неожиданное обнаружение отряда противником было результатом его личной ошибки — преждевременного снятия тылового дозора при спуске с хребта. Попытка догнать и уничтожить отступившую группу противника закончилась неудачей. Поняв, что отряд обнаружен и находится под угрозой, Морозов принимает решение об эвакуации. Обнаружив удобную площадку для приземления вертолёта, Морозов вышел на связь с командованием и запросил эвакуацию. Командование ответило отказом по причине отсутствия свободных вертолётов и потребовало от Морозова дальнейшего выполнения боевого задания. Последовавшие после этого второй и третий запрос на эвакуацию также были отклонены командованием. Отряд был вынужден постоянно передвигаться по горам в попытке уйти от преследовавших его боевиков.

### Высадка второго отряда
Тем временем командование группировки решило усилить 230-й отряд. Усиление, вылетевшее на двух вертолётах, получило обозначение 240-й отдельный отряд специального назначения и также состояло из двух групп специального назначения. Начальником 240-го отряда был назначен майор Андрей Иванов, занимавший в 22-й бригаде должность командира отряда. Командиром одной группы в 240-м отряде был назначен майор Андрей Хоптяр, занимавший должность командира 3-й роты специального назначения. Общее количество военнослужащих в усилении очевидцами события не приводится.
Согласно одним источникам, командованием было решено произвести замену командира отряда майора Морозова, как не справившегося с выполнением боевой задачи, на майора Вячеслава Дмитриченкова, занимавшего в 22-й бригаде должность заместителя командира отряда по воздушно-десантной подготовке. По плану командования при высадке усиления майор Дмитриченков должен был принять командование отрядом у Морозова, которого следовало этим же бортом эвакуировать в тыл. На данном решении настоял подполковник Русков С. И., занимавший должность начальника отдела специальной разведки разведывательного управления Северо-Кавказского военного округа, которому было поручено курировать действия отрядов, высаженных в тылу противника. Но при высадке вертолётов с усилением Морозов, не подозревавший о планах командования, находился на соседней высоте, откуда наводил вертолёты на площадку приземления, в результате чего вертолёты улетели без него. Согласно другим данным, майор Дмитриченков по собственной инициативе попросил командира 22-й бригады включить его в состав усиления, чтобы загладить собственную вину за его оплошность при проведении учебного занятия, из-за которой один солдат получил ранение.
Так 3 января 1995 года южнее Грозного на северных склонах Кавказского хребта оказались 2 сводных отряда общей численностью более 40 военнослужащих, в числе которых было 11 офицеров и прапорщиков, среди них четверо в воинском звании майор (Иванов, Морозов, Хоптяр и Дмитриченков). Иванов, Морозов и Хоптяр имели боевой опыт, полученный ими в годы Афганской войны. Иванов в Афганистане провёл в общей сложности четыре года и трижды был награждён Орденом Красной Звезды.

### Окружение отрядов
В связи с возникшей неопределённостью при дальнейшем выполнении боевого задания, как и в вопросе — кому следовало возглавить объединённое управление обоими отрядами в отсутствии твёрдых указаний от командования группировки, был утерян важнейший принцип единоначалия. Личный состав обоих сводных отрядов был набран из подразделения 22-й бригады, которым командовал майор Иванов, и по существу ему полагалось принять на себя всю полноту командования. Вместо того чтобы самостоятельно принять на себя всю ответственность за командование и действовать по собственному усмотрению, исходя из складывающейся обстановки, решения о том, как действовать дальше, Иванов предложил принимать в коллегиальном порядке голосованием. Иванов не стал принимать во внимание рациональные предложения от майора Морозова. В результате голосования был принят вариант дальнейших действий, предложенный Ивановым, о продвижении отрядов на север с пересечением асфальтированной дороги, оказавшийся впоследствии ошибочным. На изданных в 1976 году и уже устаревших картах, которыми располагали разведчики, дорога не была указана.
Как впоследствии выяснилось, многочисленные следы отряда, пересекавшие асфальтированную дорогу на свежевыпавшем снегу, обнаружил проезжавший местный житель, который известил об увиденном боевиков. Спецназовцы заметили, что за ними на удалении следуют неизвестные вооружённые лица. В результате засады, устроенной спецназовцами, находившимися в тыловом дозоре, были захвачены два боевика. Боевики на допросе заявили, что принадлежат группировке, противостоящей режиму Джохара Дудаева, и предложили известными им тропами между сёлами Алхазурово и Комсомольское вывести спецназовцев в район села Гойты на равнинную часть, где сосредоточены антидудаевские силы. Майор Иванов отверг данное предложение и приказал двигаться в самостоятельно выбранном направлении.
Продвижение в горах усложнялось глубоким снегом и большим весом снаряжения, взятого спецназовцами на боевое задание. Также на скорости продвижения сказывалось старое ранение в ногу майора Иванова, полученное им во время прохождения службы в Афганистане и вынуждавшее его хромать.
Оба отряда к 6 января вышли к безымянной высоте, у основания которой была ровная площадка, удобная для эвакуации вертолётами. Командование на запрос об эвакуации ответило отказом, сославшись на наступающую темноту и нелётную погоду. Ранним утром 7 января на коротком совещании Иванов предложил выдвигаться дальше в горы. Однако Морозов убедил его остаться на месте ночёвки на вершине и ожидать благоприятную для вертолётов погоду, что явилось ошибочным шагом. Следующей ошибкой стало приготовление завтрака на костре, дым от которого выдал месторасположение спецназовцев.
День 7 января начался с густого тумана. Неожиданно началась стрельба. В ходе короткой перестрелки погибли двое военнослужащих. Боевики, скрытно окружившие высоту со всех сторон, потребовали от разведчиков сдаться в плен. Из-за тумана и деревьев у подножия склона спецназовцы не смогли оценить численность противника, находившегося внизу. Боевики же оказались в более благоприятных условиях, поскольку на фоне неба хорошо видели спецназовцев, передвигавшихся по склону. Майор Иванов доложил по радиосвязи в штаб группировки о критической ситуации и запросил о немедленной эвакуации либо поддержке авиацией. Командование отклонило запрос по причине плохой видимости в горах и потребовало продолжать сопротивление боевикам до наступления благоприятных погодных условий. После короткого совещания офицеров, на котором были рассмотрены три варианта дальнейших действий (дать бой боевикам до прибытия авиационной поддержки; осуществить прорыв блокады в северном направлении; сдаться в плен) было решено отправить майора Морозова на переговоры с боевиками. При этом ему было дано указание максимально затянуть процесс переговоров, чтобы выиграть время до наступления лётной погоды для вертолётов. Морозов спустился к боевикам и предпринял переговоры с предложением беспрепятственного выхода из окружения. Боевики категорически отвергли данное предложение и потребовали немедленно сдаться в плен, пригрозив миномётным обстрелом высоты.
В ходе последовавшего непродолжительного совещания командиров, майор Иванов принял требования боевиков о сдаче в плен. Иванов известил по радиосвязи командование о своём решении. После уничтожения блокнотов с шифрами связи и радиостанций началась сдача в плен. Последним сдался замаскировавшийся в зарослях снайпер, предварительно приведя в негодность бесшумную снайперскую винтовку ВСС.
После сдачи в плен блокирующие высоту силы противника объединились. По оценкам военнослужащих выяснилось, что численность противника немногим превышала 200 человек. По мнению некоторых офицеров, подобный незначительный перевес противника позволял совершить им обсуждавшийся прорыв из окружения в северном направлении. При продвижении к автомобильной дороге, из-за низко пролетавших российских вертолётов, боевики потребовали от пленных ускорить шаг и бросить тела двух убитых солдат. Впоследствии родители убитых военнослужащих смогли забрать их останки только с наступлением весны.

### В плену
Пленных спецназовцев вывезли в село Алхазурово, из которого позже перевезли в следственный изолятор Департамента государственной безопасности (ДГБ) по Шалинскому району, располагавшегося в здании бывшего следственного изолятора районного отдела внутренних войск города Шали. Начальником ДГБ по Шалинскому району на тот момент являлся Абу Мовсаев, который и возглавил работу чеченских следователей с пленными военнослужащими.
От пленных отделили майора Иванова и старшего радиста прапорщика Калинина, которых содержали и допрашивали отдельно. В отсутствие Иванова всю ответственность за командование отрядами в тылу противника взял на себя майор Морозов.
Пленные военнослужащие подвергались побоям. Майор Иванов в ходе допросов, после удара бутылкой по голове, получил черепно-мозговую травму с частичным временным параличом, в связи с чем был передан российской стороне на десять дней раньше, чем попавшие в плен вместе с ним остальные военнослужащие.
Прибывшие в Шали представители прокуратуры ЧРИ официально предъявили каждому пленному обвинение в геноциде против чеченского народа и совершении массовых убийств и известили, что в скором времени они предстанут перед судом ЧРИ.
Несмотря на зафиксированные правозащитниками неоднократные факты жестокого обращения чеченских сепаратистов с пленными российскими военнослужащими, заключавшегося в изощрённых пытках, нанесении физических увечий и убийстве пленных, в случае с захваченными 7 января 1995 года в плен спецназовцами 22-й бригады подобного не происходило. Ни один из спецназовцев за время плена не получил тяжких увечий, не подвергался жестоким пыткам и не был убит. По разным источникам, причиной относительно благоприятного отношения к пленным послужили обстоятельства того, что среди чеченских силовиков, которые вели допросы, оказались бывшие сослуживцы майора Морозова по боевым действиям в Афганистане. По утверждению Морозова, ими оказались начальник разведки и начальник контрразведки Департамента государственной безопасности Шалинского района, в прошлом кадровые офицеры Советской армии, служившие в Афганистане. По другим сведениям, родной брат Абу Мовсаева служил с Морозовым в Афганистане в одно и то же время в той же провинции. Также имеются сведения о покровительстве пленным российским военнослужащим на начальном этапе войны, которое оказывал Аслан Масхадов, находившийся в Шали. Аслан Масхадов лично помогал матери майора Морозова и матерям остальных пленных встретиться с сыновьями.
Чеченская сторона широко использовала пленных спецназовцев в пропагандистских целях. В Шали были приглашены корреспонденты ведущих новостных агентств — как российских, так и западных. Также чеченская сторона способствовала приезду в Шали родителей военнослужащих для встречи с пленными. Встреча родителей с военнослужащими широко освещалась в СМИ.

### Освобождение из плена
На встрече родителей с пленными в присутствии корреспондентов новостных агентств Абу Мовсаев официально заявил, что не может выдать пленных. В действительности переговоры об обмене военнопленными между командованием группировки федеральных войск и чеченской стороной были на завершающей стадии, и обмен был назначен на следующий день. Инициаторами переговоров со стороны федеральных войск выступили полковник Сергей Бреславский (командир 22-й бригады) и генерал-майор Ким Цаголов (заместитель министра по делам национальностей РФ). Ким Цаголов пользовался большой известностью и авторитетом среди кавказских народов и ранее участвовал в посреднической миссии в ходе межэтнических столкновений.
19 января 1995 года на мосту через реку Аксай у села Герзель-Аул Гудермесского района, пленные были переданы российской стороне. Единственный оставшийся в плену — майор Дмитриченков — был освобождён только в апреле того же года.

## Причины, приведшие к плену
По мнению ветерана боевых действий Вячеслава Дмитриева, также служившего на тот момент в 22-й бригаде и участвовавшего в первой чеченской войне, причинами провала боевого задания послужили:
- ошибка командиров высаженных отрядов в стремлении занять для обороны позиции на высоте, продиктованное опытом Афганской войны. Горы в Чечне, с густой растительностью, не давали такого же преимущества, как в Афганистане, где скудная растительность не мешала обзору склонов с вершины;
- полное отсутствие подготовки личного состава к ведению боевых действий в горах. В пункте постоянной дислокации в г. Аксай, расположенном в степной местности, такие навыки получить было невозможно. За время нахождения в Моздоке командиры не воспользовались возможностью подготовки личного состава к передвижению в горах;
- усталость личного состава от многодневного перехода по горам с тяжёлым снаряжением.

По мнению командира 22-й бригады полковника Бреславского, причины провала были в следующем:
- неустойчивая погода в горной местности в данное время года, которая не позволила высадить отряды на запланированное место, а в дальнейшем не позволила осуществить эвакуацию и огневую поддержку отрядов в тылу противника;
- малая активность майора Иванова в поиске выхода из создавшейся ситуации и изучении окружающей местности по карте. На удалении 5—6 километров от места окружения находилась гора, вершина которой была выше уровня облаков, что позволяло произвести эвакуацию вертолётами.

По мнению полковника Владимира Манченко, находившегося на тот период на должности начальника специальной разведки ГРУ Генерального штаба ВС РФ, провалом боевого задания была ошибка командования группировки федеральных войск:

«…Группа майора Иванова из 42 человек в 1995 году в Чечне? Они попали в окружение по глупости наших генералов, наших начальников, когда всё было не подготовлено…»— из книги Виталия Тюрина «Люди специального назначения»
По оценке непосредственного участника событий Игоря Морозова, провал боевого задания и сдача в плен без боя стали возможными по следующим причинам:
- отсутствие точного плана действий у командования;
- личные ошибки Иванова и Морозова в оценке тактической ситуации;
- отсутствие единоначалия в объединённых отрядах;
- полное безразличие командования к критическому положению отрядов;
- крайняя усталость личного состава и безысходность в создавшейся ситуации.

## Количество пленных
По разным источникам, как количество военнослужащих 22-й бригады, высаженных в тыл противника, так и количество взятых 7 января 1995 года в плен спецназовцев существенно колеблется. По словам полковника Манченко, вместе с майором Ивановым общее количество спецназовцев составило 42 человека.
В статье газеты Коммерсантъ от 10 января 1995 года было объявлено, что подразделение сдалось практически без боя: из 50 человек 48 оказались в плену, 2 погибли.
В докладе под названием «Неизвестный солдат Кавказской войны. 1994—1996», изданном в 1997 году правозащитным центром «Мемориал», чьи сотрудники неоднократно посещали Чечню, были подтверждены данные из газеты «Коммерсантъ», что 7 января 1995 года из 22-й бригады в плен попало 48 военнослужащих.